# Großbach (Schwarzach)
Der Großbach ist ein Bach in der Gemeinde St. Jakob in Defereggen (Bezirk Lienz). Der Bach entspringt als Abfluss des Großbachsees und mündet bei Alpengasthaus Oberhaus in die Schwarzach.

## Verlauf
Der Großbach entspringt am Großbachsee, der sich südwestlich der Panargenscharte zwischen dem Keesegg und der Alplesspitze befindet. Er fließt in südwestliche Richtung talwärts und nimmt in 2381 Metern Seehöhe linksseitig einen Zufluss auf. In rund 2150 Metern Seehöhe erreicht der Bach den Oberhauser Zirmwald, den er in der Folge durchfließt. Der Großbach mündet südlich der Oberhausalm beim Alpengasthof Oberhaus linksseitig in die Schwarzach. Benachbarte Gewässer sind die ebenfalls linksseitig einmündenden Flüsse Bruchbach im Nordwesten und Hutnerbach im Südosten.